# Соколець (Великопольське воєводство)
Соколець (пол. Sokolec, нім. Sokolitz) — село в Польщі, у гміні Шамоцин Ходзезького повіту Великопольського воєводства.
Населення — 131 особа (2011).
У 1975-1998 роках село належало до Пільського воєводства.

## Демографія
Демографічна структура станом на 31 березня 2011 року:
|          | Загалом | Допрацездатний вік | Працездатний вік | Постпрацездатний вік |
| -------- | ------- | ------------------ | ---------------- | -------------------- |
| Чоловіки | 62      | 11                 | 40               | 11                   |
| Жінки    | 69      | 20                 | 34               | 15                   |
| Разом    | 131     | 31                 | 74               | 26                   |